# Corvus cryptoleucus
Corbul Chihuahuan (Corvus cryptoleucus) este o specie de păsări din familia Corvidae, provenind din SUA și Mexic. La început era cunoscută sub numele de corbul american cu gât alb, dar mai târziu s-a optat pentru "Corbul Chihuahuan". Are proporțiile corbului comun cu un cioc greu, dar are cam aceeași mărime cu a ciorii de hoituri sau puțin mai mare decât a ciorii americane.Penajul este negru, dar la lumina soarelui lucește purpuriu-albastru. Părul de pe cioc este mai lung decât al tuturor celorlalte păsări din familia Corvus. Bazele penelor de pe gât sunt albe (se văd numai când sunt "ciufulite" de vânt puternic), iar ciocul și picioarele sunt negre.

## Distribuție și habitat
Corbul Chihuahuan apare în sud-vestul și vestul Statelor Unite ale Americii și nordul Mexicului, inclusiv sud-estul Arizonei, sudul statului New Mexico, sud-estul statului Colorado, vestul statului Kansas și Oklahoma și sudul și vestul Texasului.

## Comportament

### Alimentație
Se hrănește cu cereale cultivate  , insecte și multe alte nevertebrate , mici reptile , hoituri și resturi de alimente , fructe de cactus, ouă și pui.

## Cuibărire
Cuibul este construit în pomi,arbuști mari iar uneori chiar în clădiri vechi. Femela depune 5-7 ouă, din care vor ieși puii prin mai deoarece atunci sunt o multitudine de insecte cu care părinții îi pot hrăni.

## Voce
Vocea este similară cu cea a corbului comun, sunetele fiind "corr-corr".